# Comitato dei rappresentanti permanenti

Bandiera dell'Unione europea

Il Comitato dei rappresentanti permanenti (COREPER, dal francese Comité des représentants permanents) è un organo del Consiglio dell'Unione europea, composto dai capi o vice-capi delegazione degli stati membri presso l'Unione europea e da un alto numero di comitati e gruppi di lavoro ad esso subordinati. Il suo compito principale è preparare gli incontri a livello ministeriale del Consiglio dell'Unione europea. Il COREPER svolge un ruolo fondamentale nell'elaborazione delle politiche dell'Unione europea, dato che gran parte dei negoziati tra gli stati membri sulle decisioni da prendere si svolge al suo interno.

## Storia
Nel 1953 il Consiglio della Comunità Europea del Carbone e dell'Acciaio decise di istituire una commissione di coordinamento ("COCOR") formata da due alti funzionari per ogni stato membro. Tale commissione era incaricata di preparare e facilitare i lavori del Consiglio.
L'innovazione introdotta nel 1953 venne recepita nei Trattati di Roma del 1957. L'art. 151 del Trattato CEE prevedeva infatti che il Consiglio della CEE potesse formare un comitato composto da rappresentanti degli stati membri e assegnargli dei compiti, e analoghe previsioni erano contenute nell'art. 121 del Trattato EURATOM. Il comitato del Consiglio della CEE venne creato all'inizio del 1958. I suoi membri ottennero i diritti e le prerogative degli ambasciatori.
La complessità e i poteri del COREPER sono aumentati negli anni, seguendo l'aumento delle competenze delle Comunità europee e dell'Unione europea e l'aumento dei loro stati membri.

## Composizione
Il COREPER è composto da un rappresentante per ciascuno stato membro dell'Unione europea ed è presieduto dal rappresentante dello Stato membro che detiene la presidenza semestrale del Consiglio dell'Unione europea. Alle sue riunioni partecipano anche funzionari del segretariato generale del Consiglio dell'Unione europea.
Il COREPER si riunisce in due formazioni differenti, a seconda del tipo di questioni che deve discutere. La distinzione tra COREPER I e II è puramente funzionale, operano entrambi allo stesso livello.

### COREPER I
Il COREPER I è composto dai vice-capi delegazione degli stati membri.
Si occupa prevalentemente di questioni tecniche. Prepara le riunioni a livello ministeriale del Consiglio nelle seguenti formazioni:
- agricoltura e pesca;
- ambiente;
- competitività;
- istruzione, gioventù e cultura;
- occupazione, politica sociale, salute e protezione dei consumatori;
- trasporti, telecomunicazioni ed energia.

### COREPER II
Il COREPER II è composto dai capi delegazione degli stati membri.
Si occupa delle questioni politicamente più delicate ed istituzionali. Prepara le riunioni a livello ministeriale del Consiglio nelle seguenti formazioni: 
- affari esteri;
- affari generali;
- affari economici e finanziari;
- giustizia e affari interni.

## Compiti
Il COREPER svolge le discussioni e i negoziati che preparano i lavori delle riunioni a livello ministeriale del Consiglio dell'Unione europea, conducendo un esame preliminare delle proposte della Commissione europea. Il COREPER finalizza i testi politici, legislativi o regolamentari che vengono poi discussi dai ministri durante le riunioni del Consiglio.
Predispone inoltre l'ordine del giorno per gli incontri a livello ministeriale, ne organizza i lavori e svolge altri compiti eventualmente assegnatigli dal Consiglio, anche di tipo esecutivo. Coordina i lavori di decine di altri comitati e gruppi di lavoro ad esso subordinati.

## Funzionamento
Le riunioni del COREPER sono preparate da altri gruppi e comitati istituiti all'interno del Consiglio dell'Unione europea.
Dei gruppi tecnici di lavoro (permanenti oppure istituiti ad hoc) raccolgono le informazioni rilevanti nei vari settori e preparano la base per i lavori nelle fasi successive. Dei comitati settoriali predispongono poi le bozze per i dibattiti. I comitati settoriali più importanti sono definiti "di alto livello" e sono i seguenti: 
- Comitato speciale per l'agricoltura (SCA): creato nel 1960, si occupa della politica agricola comune. È l'unico comitato settoriale in rapporto diretto con la formazione ministeriale del Consiglio, per cui i suoi lavori non vengono trattati nelle riunioni del COREPER;
- Comitato economico e finanziario: ha rimpiazzato il Comitato monetario il 1º gennaio 1999. Oltre a preparare i lavori del Consiglio Ecofin, il Comitato offre pareri al Consiglio e alla Commissione europea e monitora la situazione economica e finanziaria dell'UE e degli stati membri. È formato da rappresentanti degli stati membri, della Commissione e della Banca centrale europea;
- Comitato speciale art. 133: assiste la Commissione europea nei negoziati internazionali in ambito commerciale e ne riferisce al Consiglio;
- Comitato politico e di sicurezza (PSC): monitora la situazione politica internazionale e produce pareri, segue le questioni di politica estera e di difesa;
- Comitato di coordinamento art. 36: prepara pareri e assiste la preparazione dei lavori del Consiglio sugli affari interni e la giustizia;
- Comitato per la politica economica: promuove il coordinamento delle politiche economiche degli stati membri;
- Comitato militare (EUMC): creato nel 2001, riunisce rappresentanti delle forze armate degli stati membri. Fornisce consigli e pareri sulle questioni militari al Comitato politico e di sicurezza.

Il lavoro svolto dai gruppi tecnici di lavoro e dai comitati settoriali viene coordinato da due gruppi ("Gruppo Mertens" per il COREPER I e "Gruppo Antici" per il COREPER II), che organizzano le riunioni settimanali del COREPER, definendone anche l'ordine del giorno. Il COREPER si riunisce a Bruxelles, le riunioni non sono pubbliche.
Dopo averle discusse, il COREPER classifica le questioni di cui si occupa in ogni riunione in tre categorie. Le questioni che sceglie di indicare come "punti I" nell'ordine del giorno delle successive riunioni a livello ministeriale vengono semplicemente trasmesse come informazioni ai ministri ma non richiedono discussione. Le questioni e le proposte che vengono approvate all'unanimità dal COREPER vengono classificate come "punti A" per le riunioni a livello ministeriale. A meno che un ministro richieda un dibattito o un rinvio, i ministri non discutono tali questioni e procedono direttamente alla votazione. Le questioni e le proposte che vengono invece approvate a maggioranza dal COREPER vengono classificate come "punti B" per le riunioni a livello ministeriale. Tali questioni richiedono una discussione, ma generalmente sono piuttosto poche, grazie al lavoro di negoziazione e preparazione svolto dal COREPER.